# Kako sam upoznao vašu majku
Kako sam upoznao vašu majku (engl. How I Met Your Mother) američka je humoristička televizijska serija TV mreže Si-Bi-Es. Pilot-epizoda je emitovana 19. septembra 2005. Tvorci serije su Krejg Tomas i Karter Bejs. Većinu epizoda režirala je Pamela Frajman, pet je režirao Rob Grinberg, dve Majkl Šej i jednu Nil Patrik Haris. U Srbiji se serija prikazivala 2010. na RTS 2 zaključno sa krajem treće sezone. Od 2010. se emituje na Foks lajfu.
Radnja sitkoma smeštena je u 2030. godinu i otac priča deci kako je upoznao njihovu majku, tako da se prava radnja odigrava u sadašnjosti. Ideju autora je bila: "Napišimo nešto o našim prijateljima iz mladosti i ludorijama koje smo pravili u Njujorku". Glavna muzička tema serije je preuzeta iz kompozicije Hey Beautiful (Hej, lepotice) grupe The Solids čiji su članovi tvorci ove serije.
Do 2012. emitovano je sedam sezona serije sa ukupno 160 epizoda. Svaka epizoda traje oko 21 minut. Osma sezona je počela sa emitovanjem 24. septembra 2012. Krajem 2012. je objavljeno da će serija imati još jednu, devetu sezonu.. Poslednja epizoda devete sezone, odnosno serije, emitovana je 31. marta 2014.

## Uloge

### Glavne uloge
- Džoš Radnor kao Ted Mozbi
- Džejson Sigel kao Maršal Eriksen
- Kobi Smalders kao Robin Šerbatski
- Nil Patrik Haris kao Barni Stinson
- Alison Hanigan kao Lili Oldrin
- Bob Saget kao Ted Mozbi u budućnosti (samo glas)
- Kristin Milioti kao Trejsi Mekonel, Tedova buduća žena i majka njegove dece

### Sporedne uloge
- Lindsi Fonseka kao buduća ćerka (Peni) (2005–2014)
- Dejvid Henri kao budući sin (Luk) (2005–2014)
- Maršal Maneš kao Randžit (2005–2014)
- Džo Nivs kao Karl, vlasnik kafića Maklarens (2005–2014)
- Šarlin Amoja kao konobarica Vendi (2005–2011)
- Bil Fagerbaki kao Marvin Eriksen Stariji (2005–2014)
- Ešli Vilijams kao Viktorija (2006–2014)
- Dejvid Bertka kao Skuter (2006–2014)
- Džo Manganelo kao Bred (2006–2012)
- Brajan Kalen kao Bilson (2006–2009)
- Taran Kilam kao Blaumen (2006–2014)
- Aleksis Denisof kao Sendi Rivers (2006–2014)
- Vejn Brejdi kao Džejms Stinson (2006–2014)
- Sara Čok kao Stela Zinman (2008–2014)
- Britni Spirs kao Ebi (2008)
- Kris Romano kao Panči (2008–2011)
- Kris Eliot kao Miki (2009–2014)
- Franses Konroj kao Loreta Stinson (2009–2014)
- Bendžamin Koldajk kao Don Frenk (2009–2010)
- Lora Pripon kao Karen (2009–2010)
- Rejčel Bilson kao Sindi (2010–2014)
- Ben Verin kao Sem Gibs (2010–2014)
- Dženifer Morison kao Zoi Pirson (2010–2014)
- Kajl Maklaklan kao Džordž van Smut,„Kapetan” (2010–2014)
- Nazanin Bonijadi kao Nora (2011–2014)
- Džon Litgou kao Džerom „Džeri” Vitaker (2011–2014)
- Kal Pen kao Kevin (2011–2014)
- Beki Njutn kao Kvin (Karma) (2012–2013)

## Sezone[3]
| Sezona | Broj epizoda | Datumi prikazivanja (u SAD)         |
| ------ | ------------ | ----------------------------------- |
| 1      | 22           | 19. septembar 2005 — 15. maj 2006.  |
| 2      | 22           | 18. septembar 2006 — 14. maj 2007.  |
| 3      | 20           | 24. septembar 2007 — 19. maj 2008.  |
| 4      | 24           | 22. septembar 2008 — 18. maj 2009.  |
| 5      | 24           | 21. septembar 2009 — 24. maj 2010.  |
| 6      | 24           | 20. septembar 2010 — 16. maj 2011.  |
| 7      | 24           | 19. septembar 2011 — 14. maj 2012.  |
| 8      | 24           | 24. septembar 2012 — 13. maj 2013.  |
| 9      | 24           | 23. septembar 2013 — 31. mart 2014. |

## Likovi[4]
Teodor Ted Evelin Mozbi (25. april 1978) je glavni lik serije Kako sam upoznao vašu majku. On je, takođe, narator iz budućnosti (2030. godine) koji priča svojoj deci kako je upoznao njihovu majku. On je arhitekta i romantičan tip koji veruje u idealnu verziju ljubavi. Želi da se oženi i ima decu. Njegov najbolji prijatelj je Maršal Eriksen. Zajedno su išli na koledž, a posle toga su zajedno u stanu u Njujorku skoro osam godina. Ted se rodio i odrastao u Ohaju, zajedno sa roditeljima Virdžinijom i Alfredom i sestrom Heder. Njegovi roditelji se razvode 2006. godine, a majka mu se ponovo udaje 2010 godine. Majka mu je Jevrejka, tako da je Ted polu-Jevrejin. Prvo je radio u preduzeću kao arhitekta, zatim, pošto je otišao iz nje, otvara privatnu firmu koja uopšte nema posla. Radio je kao profesor arhitekture od 2009, a 2010. paralelno sa tim poslom dizajnira novu zgradu Golijat nacionalne banke u kojoj radi njegov dobar prijatelj Barni Stinson (koji mu je i dao taj posao). Cela priča vodi ka tome kako je Ted upoznao svoju buduću ženu, mada se o njoj zna veoma malo. Ted je stalno u potrazi za idealnom devojkom i za svaku novu koju upozna, nada se da je ona prava. Imao je više devojaka kroz seriju, od kojih su najznačajnije (pojavljivale su se u više epizoda) Robin, Stela, Viktorija i Zoi. U Robin je bio dugo zaljubljen, čak i pošto su raskinuli. Konačno je, međutim, napustio nade da će ikada biti zajedno sa njom u sedmoj sezoni (2012). Tada mu je Robin rekla da ga više ne voli. Osećajući potrebu za promenom, Ted napušta svoj stan na Menhetnu, u kom je živeo od početka serije, a i ranije (od 2000. godine). Njegov omiljeni film je Ratovi zvezda. Takođe, uživa u klasičnoj književnosti, umetnosti i, naravno, arhitekturi. Za svaku poznatu građevinu na svetu zna neke zanimljive podatke, koji su ,u stvari, dosadni svima osim njemu. Miroljubive je prirode (kako se saznaje, nikad nije bio u pravoj tuči) i ceni svoje prijatelje.
Maršal Eriksen je Tedov najbolji prijatelj još sa koledža, devedesetih godina. Rođen je u Minesoti, 1978. godine. Iako je visok 1,93, on je najniži član svoje mnogobrojne porodice. Studirao je pravo, i diplomirao je 2007. godine, kao advokat. Mada je hteo da bude advokat koji će spasavati životnu okolinu, nije se prihvatio tog posla do 2011. godine, zbog male plate. Radio je nakratko u jednoj firmi koja je uništavala prirodu, ali kad se šef izvikao na njega, dao je otkaz. Kasnije je našao posao u Golijat nacionalnoj banci, gde je radio do proleća 2011, kad i tamo daje otkaz. U jesen te godine nalazi posao u firmi koja spasava životnu sredinu. Budući Ted otkriva da će ta firma biti uspešna u spasavanju Zemlje. Maršal je veoma dobar u igrama svih vrsta, ješan je i zainteresovan je za sve paranormalne pojave (Jetija, Čudovište iz Loh Nesa, vanzemaljce...). Takođe ume dobro da svira klavir i gitaru. Maršal je krupan i jak, ali ima veoma meko srce, strašljiv je i ne dešava se retko da se čak i rasplače. Takođe je stidljiv i ne ume da laže. Oženjen je sa Lili. Upoznao ju je na koledžu 1996. godine. Odmah su se zaljubili jedno u drugo i bili su u vezi 11 godina pre nego što su se venčali. Godine 2008. Mrašal i Lili se sele iz stana na Menhetnu koji su delili sa Tedom. U novom stanu su bili do 2011. kad je Lili od svojih bake i dede nasledila kuću u predgrađu. Tamo su živeli par meseci, ali su shvatili da im ne odgovara. Na njihovu sreću, Ted je upravo tada napustio stan na Menhetnu i ostavio im ga da žive u njemu.
 Lili Oldrin je Maršalova žena. Rođena je i odrasla u Njujorku. Kao i Maršal i Ted, ' 78. je godište i išla je na isti koledž. Tamo je upoznala Maršala i odmah je počela da izlazi sa njim. Živela je u stanu koji je pretvoren u kineski restoran, pa se preselila kod Teda i Maršala, do njihovog venčanja. Lili je kupoholičarka, tj. zavisna je od kupovine. Zbog toga su ona i Maršal imali puno problema da kupe stan zbog njenog velikog duga. Lili je vaspitačica u vrtiću, ali njen neostvareni san je da postane poznata slikarka. Zato se i dalje bavi amaterskim slikanjem, mada njeni radovi nisu ništa vredeli dok nije otkrila da imaju smirujući uticaj na pse. Zato ih je počela prodavati veterinarima. Ona ne može da sačuva tajne, ali i pored toga je veoma brižna osoba i pomaže svojim prijateljima kad god može (najčešće u emocionalnim savetima). Međutim, ona mnogo voli da se petlja u tuđe živote i tajno je posvađala Teda sa sedam njegovih devojaka. To je uradila zato što je procenila da se neće uklopiti u njihovo društvo. Ted to kasnije saznaje i veoma se naljuti na nju, a ona se pokaje. Posle deset godina veze sa Maršalom, razmišljala je o tome kako je propustila mnoge životne prilike zbog njega. Zato je raskinula sa njim i otišla u San Francisko. Tamo je pokušala da se bavi slikanjem i da nadoknadi život koji je izgubila, ali je shvatila da jedino istinski voli Maršala. Zato se posle tri meseca vratila u Njujork. Maršal je prvo nije hteo nazad, ali su se vremenom pomirili i nastavili život zajedno. Oni od 2010. pokušavaju da dobiju dete, što se konačno dešava 2011, kad se otkriva da je Lili trudna. Sin im se rodio u maju 2012. Puno ime mu je Marvin Sačekaj Eriksen (Marvin Wait-for-it Eriksen). Ime je dobio po Maršalovom pokojnom ocu, a srednje ime je odabrao Barni, po svom običaju da dugačke reči cepka govoreći sačekaj (wait for it), kao na primer legen-sačekaj-darno (legen -wait for it- dary).
Robin Čarls Šerbatski  (23. jul 1980) je Kanađanka iz Vankuvera koja je došla da živi u Njujorku.Robin potiče iz bogate porodice u kojoj su je tretirali kao dečaka (otuda i potiče njeno srednje ime - Čarls). To je prouzrokovalo da i sada voli hokej, pucanje i da je ponekad gruba. Kao šesnaestogodišnjakinja bila je tinejdžerska pop zvezda u Kanadi sa pesmama Hajdemo u šoping - centar (Lets go to the mall) i Kule u pesku (Sandcastles in the sand). Posle se postidela svoje pevačke karijere i postala ozbiljnija u životu. Ted je prvi put upoznaje 2005. godine u prvoj epizodi serije. On se odmah zaljubljuje u nju i na prvom sastanku otkriva da ima sve osobine njegove savršene devojke. Dugo je pokušavao da je navede da uđu u vezu, ali ona ga je odbijala do kraja prve sezone, kad konačno kreću da se zabavljaju. Bili su zajedno do kraja druge sezone, kad shvataju da žele različite stvari i da je bolje da raskinu. Ipak, ostaju prijatelji, ali im je trebalo dosta vremena da se osećaju opušteno kad su sami. U četvrtoj sezoni, Robin se useljava kod Teda u stan, kao cimerka. Kad ju je Ted upoznao, Robin se počela družiti sa ostatkom društva i vremenom ona i Lili postaju najbolje prijateljice. Robin se na kraju četvrte sezone počinje zabavljati sa Barnijem, ali brzo raskidaju. Posle par meseci Robin se zaljubljuje u svog saradnika Dona, ali im se i ta veza ubrzo raspada. Sve do sedme sezone Robin nije imala ozbiljnu vezu, kad počinje da se zabavlja sa Kevinom. Nakon raskida sa njim, Ted joj priznaje da je i dalje voli. Bilo je pitanje da li će ponovo biti u vezi, ali Robin shvata da više ne gaji nikakva osećanja prema njemu. Nakon toga se iseljava iz stana. U poslednjoj epizodi sedme sezone se saznaje da će se Robin udati za Barnija, a na tom venčanju će Ted upoznati svoju buduću ženu.
Robin je televizijska voditeljka, mada prilično neuspešne karijere. Prvo je radila u noćnim vestima kanala Metro vesti 1 (Metro news 1), ali je dobijala samo smešne i neozbiljne teme kao što su Da li vaša beba pokušava da vas ubije. Posle je kratko vodila engleske vesti u Japanu, da bi tamo dala otkaz i vratila se u Njujork. Neko vreme je bila bez posla, ali se onda zaposlila u programu Probudi se, Njujork! (Come On Get Up New York) koja je počinjala u četiri ujutro. Krajem 2010. godine prelazi u ozbiljnije vesti - Vesti širom sveta (World wide news). Uprkos svemu, ona je veoma profesionalna i ozbiljna na poslu, čak i kad su teme loše, mada joj se dešavaju smešne situacije (jednom je upala u konjsku balegu dok je intervjuisala kočijaša).
Barnabas „Barni” Stinson je rođen 1976. na Staten Ajlandu. Njegova majka je samohrano odgajala njega i njegovog polubrata Džejmsa, a zarađivala je kao prostitutka. Barni je do šeste godine živeo i sa ocem, mada je mislio da mu je to ujak, kad je on otišao iz njegovog života, a sreli su se tek posle skoro 30 godina. Barni je ženskaroš koji koristi razne cake da zavede devojke, spava s njima i onda ih ostavi i nikad ih više ne vidi. Krajem četvrte sezone proslavlja dvestotu ženu sa kojom je spavao. Prilično je odvratan što se seksualnosti tiče, stalno pokazuje drugima slike i prepričava priče svojih avantura, ide u striptiz klub i ima ogromnu kolekciju porno filmova. Vrlo je bogat, mada, kad god ga pitaju koja mu je profesija, on odgovara sa : Molim te.... Zna se samo da radi u Goliat nacionalnoj banci, ali ne i na kom položaju. Obožava da nosi odela, igra lasersku pucnjavu i izvodi magične trikove. Stalno koristi reči sjajno (awesome) i legendarno (legendary). Takođe, konstantno prihvata neobične izazove koje mu, u stvari, niko ne postavlja. On sve vreme misli da je i Tedu i Maršalu najbolji prijatelj, iako mu obojica govore da su oni jedan drugom najbolji prijatelji. Saznaje se da je Barni nekad bio mnogo drugačiji, zabavljao se sa devojkom Šenon i sanjao da se pridruži organizaciji Peace Corps, kako bi pomogao svetu. Međutim, sve se to promenilo kada ga je devojka ostavila za bogatog čoveka koji nosi odela. To je promenilo Barnija i on je tad (u 23. godini) prvi put spavao sa ženom, počeo da nosi odela i da veruje da je njegov život sjajan. Barni je samouveren i duhovit, ali se otkriva da, kad su u pitanju prava osećanja, postane vrlo emotivan i nesiguran. To se najviše videlo kad se, početkom četvrte sezone, zaljubio u Robin. Proveo je skoro godinu dana boreći se sa svojim osećanjima, da bi na kraju otpočeo ozbiljnu vezu s njom, ali brzo raskidaju. Barniju se u šestoj sezoni dopadne simpatična Robinina prijateljica Nora, sa kojom se zabavljao par meseci. To je navelo Robin da shvati da još ima osećanja prema njemu. Kad i on ponovo spozna ista osećanja prema njoj, oni spavaju zajedno. Ipak, pošto su se oboje zabavljali sa drugim ljudima u to vreme, nisu ostali zajedno. Kasnije se Barni zaljubi u Kvin, koja se useli u njegov stan. Saznaje se da će Ted svoju buduću suprugu upoznati na Barnijevom venčanju sa Robin.
Buduća žena je lik koji dosad nije viđen u seriji. Sadašnji Ted je još nije upoznao. Budući Ted je tokom prvih pet sezona vrlo malo govorio o njoj, a kasnije se saznaje sve više detalja.
Prvo se saznalo da je priča o tome kako ju je upoznao povezana sa žutim kišobranom. Zatim slede još neki tragovi: majka je bila na žurci za Dan Svetog Patrika na kojoj su bili Ted i Barni, ali nisu je upoznali, i gde je Ted našao taj kišobran; saznaje se da ona najverovatnije ima tamnu kosu, jer Ted ukazuje da, kad bi mu žena imala plavu kosu (kao Stela Zinman, koja je zamalo i postala njihova majka), i njegova deca imala plavu kosu (njih dvoje imaju kosu slične nijanse kao što je Tedova - crna); majka je studentkinja koja studira ekonomiju i bila je u učionici kad je Ted predavao arhitekturu (to je bila pogrešna učionica - on je mislio da je arhitektura, ali bilo je ekonomsko odeljenje), ali nije bila prikazana, a Ted je saznao da je bila tamo tek kad ju je upoznao; njena cimerka je Sindi, devojka sa kojom je Ted kratko izlazio, a koja je bila ljubomorna na njegovu buduću ženu zato što je, po njenim rečima, lepa i momci se stalno zaljubljuju u nju; Sindi je pričala stvari za koje je mislila da je sve najgore o njoj (na primer da slika robote koji igraju različite sportove ili da pravi doručak koji peva), ali je Tedu to izgledalo sjajno; kad su bili u Sindinom stanu, saznaje se da majka sluša grupu Jednorozi (Unikorns), da svira bas gitaru u bendu i da čita knjige naslova tipa Kraj sveta, što je veoma slično Tedovim interesovanjima; kad je Ted odlazio iz tog stana, posle raskida sa Sindi, zaboravio je žuti kišobran, i tako ga je majka dobila nazad; u premijernoj epizodi šeste sezone se saznaje da ju je upoznao na venčanju na kom je bio kum; kasnije u toku sezone njegov drug iz škole Panči ga pita da mu bude kum na predstojećem venčanju; isto ga pita i Robin, u slučaju da se ikad uda. Ipak, na kraju se saznaje da je to Barnijevo venčanje. Prvo se nije znalo sa kojom se devojkom ženi, a kasnije se otkriva da je to Robin. U osmoj sezoni se saznaje da je bend u kome Tedova buduća žena svira nastupao na tom venčanju, kao zamena. Ted ju je tu video, a kasnije je sreo na železničkoj stanici gde su se (verovatno) upoznali. Njeno lice je konačno prikazano gledaocima pri samom kraju poslednje epizode osme sezone, dok ona kupuje voznu kartu za put ka Barnijevom venčanju gde će svirati sa svojim bendom; međutim, Ted je u tom trenutku još uvek ne poznaje. 
Poslednja, deveta sezona serije nas upoznaje sa Tedovom budućom suprugom, Trejsi Mekonel (14. septembar 1984) i segmentima njene prošlosti koji je dovode do konačnog upoznavanja sa Tedom, na železničkoj stanici posle venčanja Robin i Barnija. Kraj iste epizode otkriva da je Trejsi zapravo umrla usled (nepoznate) neizlečive bolesti 2024. godine; šest godina kasnije, Ted završava svoju priču pred svojom decom, Peni i Lukom, koji ga ohrabruju da nastavi svoj život i pozove Robin (koja ja se u međuvremenu rastala sa Barnijem) na sastanak. Naime, po njihovom mišljenju, suština priče koju je podelio sa njima je upravo to: on zapravo traži njihovo odobrenje da se vrati ženi koju je, na neki način, uvek voleo.
Budući sin i ćerka su najverovatnije rođeni ranih 2010-ih, zato što su tinejdžeri 2030. U sedmoj sezoni, budući Ted otkriva da je ćerka bila beba 2015, tako da je najverovatnije rođena ili 2014. ili 2015. Malo se zna o njima, sem da još ne znaju kako su im se roditelji upoznali. U više epizoda se naglasilo da Ted hoće da ih nazove Luk i Leja, po likovima iz Zvezdanih ratova, koji je njegov omiljeni film.
Karl je šanker i vlasnik kafića MekLerens (MacLaren's). Pojavljuje se u više epizoda, počev od prve, kao sporedni lik. Glavni likovi provode deo svake epizode u tom kafiću. Ideja za njega nastala je po kafiću MekGiz(MacGee's), u koji su autori voleli da idu.
Vendi je konobarica u istom kafiću. Družina je uvek oslovljava sa konobarica Vendi (Wendy the Waitress). Bila je u vezi sa Barnijem, mada je on bio sa njom samo zbog seksa. Kada su raskinuli, on je bio ubeđen da ona hoće da ga ubije, zato što je primila raskid vrlo mirno, a to je, po Barnijevom shvatanju, znak ludila. Ted ju je sreo 2021. godine u Hong Kongu, gde se saznaje da se udala za Maršalovog bivšeg saradnika Mikera, a njihovu ljubav prouzrokovala je zajednička mržnja prema Maršalu posle nevolja koje im je zadala njegova opsednutost ekologijom. U budućnosti imaju troje dece.
Rendžit je vozač poreklom iz Bangladeša koji je vozio glavne likove u više navrata (na primer, Maršala i Lili posle njihovog venčanja i Teda za vreme njegovog sastanka). Posle postaje Barnijev profesionalni vozač. Uvek se javlja vrlo karakterističnim "Hello" (zdravo). Pojavljuje se u 12 epizoda.
Viktorija je Tedova devojka koju je upoznao na venčanju zajedničkih prijatelja, Stjuarta i Klaudije. Radi u poslastičarnici i napravila je tortu za venčanje. Ted i ona provedu tu noć upoznavajući se, ali obećaju jedno drugom da se neće viđati više. Međutim, brzo krše to obećanje i počinju da se zabavljaju. Viktorija posle odlazi u Nemačku i Ted i ona pokušaju vezu na daljinu. Robin je shvatila da ima osećanja prema Tedu kad se zabavljao sa Viktorijom. Jedne noći, kad su se Ted i ona zamalo upustili u vezu, on ju je slagao da je raskinuo sa Viktorijom, ali kad je otišao u kupatilo, ona je zvala iz Nemačke i Robin je odgovorila. Tada se Robin i Ted posvađaju, a Viktorija stvarno raskine sa njim. Viktorija se vratila u seriju u drugoj epizodi sedme sezone. Ted je sreće na balu arhitekti, gde je uređivala desert. Ona i Ted odlaze kod nje u poslastičarnicu, jer je Ted hteo da joj pomogne u poslu da bi se iskupio što ju je varao (sa Robin) za vreme veze na daljinu. Saznaje se da Viktorija ima dečka Klausa, sa kojim će se veriti. Ona i Ted se poljube. Osam meseci kasnije, Teda Robin nagovori da pozove Viktoriju, jer je ona jednina devojka sa kojom bi imao šansu za srećnu budućnost. Viktorija, na Tedov poziv, dolazi u MekLerens u venčanici, jer je upravo pobegla sa sopstvenog venčanja. Ted prvo odluči da je odveze natrag, u crkvu, jer je znao kako je to biti ostavljen pred oltarom, ali se u međuvremenu predomisli i on i Viktorija se odvoze u suton. Posle toga se zabavljaju nekoliko meseci, ali Viktorija shvata da Ted i dalje ima osećanja prema Robin, pa ga ostavlja.
Stela Zinman je dermatolog koja skidala Tedovu tetovažu leptira koju je dobio jedne noći kad je bio pijan. Tokom deset tretmana je pokušavao da je ubedi da izađu. Prvo ga je odbijala, pošto je samohrana majka osmogodišnje devojčice. Međutim, ubrzo počinju da se zabavljaju i Ted je zaprosi na kraju treće sezone. Bila je velika šansa da je ona majka, jer je odgovorila sa "da". Na samom venčanju ga ostavlja zbog svog bivšeg dečka, karate trenera i oca njene ćerke Lusi, Tonija Grafanela. Pojavljuje se i kasnije, pri kraju četvrte sezone, kad je Toni stalno pokušavao da nadoknadi Tedu što mu je preuzeo Stelu. Ted ga je odbijao, i na kraju mu je rekao da ne želi Stelu nazad jer ga je lagala i ostavila na venčanju. To prouzrokuje Tonija da je ostavi, ali Ted joj ipak pomogne da je pridobije nazad. Posle se Stela, Toni i Lusi sele u Kaliforniju. Ted posle prihvati Tonijevu ponudu da predaje na fakultetu, što je važan korak u upoznavanju njegove buduće žene. Toni kasnije napravi film Nevesta u kojoj je prepričao Tedov i Stelin raskid, ali tako što je Teda predstavio kao negativca u toj priči, a sebe kao pozitivnog lika. Film je stekao veliku popularnost u celom svetu. Stela se pojavljuje u 9 epizoda.
Džejms Stinson je Barnijev polubrat. Njegov otac je Sem Gibs, katolički sveštenik, što se otkriva 2010. godine. Džejms je Afroamerikanac. Veoma je sličan Barniju - nosi odela, govori reči legendarno i sl. Međutim, Džejms je homoseksualac i ulazi u brak sa svojim dečkom. Oni usvajaju dete, što veoma usrećuje Barnija jer postaje "ujka Barni".
Bred je Maršalov prijatelj sa pravnog fakulteta. Zajedno su se družili kad su obojica raskinuli sa svojim devojkama. Bredu se, takođe, pomalo sviđa Robin, i jenom je pozove na hokejašku utakmicu, ali ih Barni prekine i udari Breda u lice jer su Barni i Robin tada počeli da se zabavljaju.
Stjuart je Maršalov i Tedov dobar prijatelj. Na venčanju Stjuarta i Klaudije, njegove devojke, Ted upoznaje Viktoriju. Takođe, Stjuart ide na Maršalovo momačko veče. U šestoj sezoni Stjuart i Klaudija dobijaju bebu koju nazivaju Ester.
Don Frenk je Robinin saradnik na vestima Probudi se, Njujork! (Come On Get Up New York). Pre je bio profesionalan na poslu, kao i Robin, ali je prošao kroz razvod i prestao da mari za sve. Pušio je dok je prenosio vesti, čak nije ni pantalone nosio. Ipak, Robin i on se zaljubljuju jedno u drugo, što menja Donov odnos prema poslu. Veza im je postala ozbiljna, pa se Robin preselila kod Dona. Međutim, na kraju pete sezone, on ju je ostavio zbog posla u Čikagu. Pojavljuje se u 6 epizoda.
Zoi Pirson je Tedova devojka kroz deo šeste sezone. Protestovala je zbog odluke Golijat nacionalne banke da uništi stari oronuli hotel Arkadiju u kojem je odrasla. Zgrada treba da se sruši da bi se izgradilo novo sedište banke koje dizajnira Ted. On upoznaje Zoi, koja mu se dopadne uprkos tome što protestuje oko njegovog posla. Kad je saznala da Ted stoji iza zgrade banke, Zoi se okomila na njega i pravila mu je, po njegovim rečima, "pakao od života". Vremenom postaju prijatelji, kad Ted shvati da je ona razočarana što ćerka iz drugog braka njenog ekscentričnog muža koji je sam sebe prozvao Kapetan, neće da provede Dan zahvalnosti sa njom. Kapetan je, inače, 25 godina stariji od Zoi i oni se razvode. Ona tada shvati da ima osećanja prema Tedu, i oni počinju da se zabavljaju. Kad je komisija za znamenitosti ipak odlučila da se hotel oko kojeg Zoi protestuje mora srušiti (tj, da ne može biti znamenitost), a Ted ih podrži, ona ga ostavlja. Kasnije je pokušala da mu se vrati, ali bez rezultata.
Loreta Stinson je Barnijeva majka. Nekada je bila prostitutka, ali se, kad su joj deca odrasla, promenila i postala primerna osoba. Krila je identitet očeva i Barniju i Džejmsu, ali im ih u toku šeste sezone obojici otkriva.
Džerom Vitaker je Barnijev otac. Nekada je bio "Ludi Džeri", mladić sličan Barniju - voleo je žurke, udvarao se ženama... Kao i Barni, bavio se magičnim trikovima. Živeo je sa njim i njegovom majkom do Barnijeve šeste godine, ali ga je on pamtio kao "ujka Džerija". Loreta Stinson je rekla Džeromu da mora da ode iz Barnijevog života jer ima "loš uticaj na njega". Tek posle 30 godina, Barniju je majka otkrila ko mu je otac. On i Džeri se upoznaju 2011. godine, ali Barni se razočarava u svog oca kad je shvatio da više nije "Ludi Džeri", već instruktor vožnje koji ima porodicu: ženu, ćerku studentkinju i jedanaestogodišnjeg sina.
Do sada se Džerom pojavio u dve epizode. Barni je pokušao da ga navede da se vrati svom starom životu, za sada bez uspeha.
Nora je prva ozbiljna Barnijeva devojka posle Robin. Ona je radila sa Robin u "Vestima širom sveta". Barni ju je, u želji da je zavede, lagao u vezi sa željom za brakom i decom. Kada je to saznala, ostavila ga je. Ipak, pri kraju šeste sezone prihvata da sa njim ode na kafu što je u seriji šifra da želi da mu se vrati. Ponovo su počeli da se zabavljaju, ali tek pošto je Barni sedeo u kafeu neprestano sve dok nije pristala da mu da drugu šansu. Raskinuli su nakon što ju je Barni, kad je shvatio da ponovo ima osećanja prema Robin, prevario sa njom.
Kevin je Robinin novi dečko. Upoznaju se početkom sedme sezone. Kevin je psiholog. On i Robin su se zabavljali šest meseci pre nego što ju je zaprosio. Međutim, Robin je saznala da ne može imati decu. Kako je Kevin oduvek želeo decu, rekla mu je da ih, ako se oženi njome, nikada neće imati. Nakon toga je Kevin odustao od braka i raskinuo sa Robin.
Kvin je Barnijeva devojka. Ona je jedna od retkih osoba za koju je hteo "da se veže". Kvin radi kao striptizeta. Prvo je samo htela da iskoristi Barnija i da mu uzme novac, ali je posle nekog vremena shvatila da ima osećanja prema njemu. Otišli su tako daleko u vezi da su odlučili da žive zajedno. Prvo su imali poteškoća, ali su shvatili da je najvažnije da se vole i da tako mogu prevazići sve probleme. Iako se zabavlja sa Barnijem, Kvin je nastavila da radi kao striptizeta. Barni se prvo pravio da mu to ne smeta, ali onda ju je pitao da li bi pristala da prekine. Kad je odgovorila negativno, pitao ju je šta bi je nateralo da prestane. Odgovorila mu je da bi prestala ako se ikad uda. Posle nekog vremena, Kvin ipak napušta svoj posao zbog Barnija. On je onda zaprosi. Ipak, saznaje se da će se Barni venčati s Robin.

## Epizodne uloge[4]
Sendi Rivers je bio Robinin saradnik na Metro vestima 1 (Metro news 1). Vrlo je uobražen i stalno je pitao Robin da izađu, sve do noći kad je pristala, na šta je Ted bio vrlo ljubomoran, jer je tad bio zaljubljen u Robin. Ipak, nisu izašli jer je počela oluja za koju je Ted mislio da ju je sam izazvao jer je igrao ples prizivanja kiše. Sendi posle prelazi u CNN, a u šestoj sezoni ponovo postaje Robinin saradnik na Vestima širom sveta (World wide news). Saznaje se da Sendi nosi tupe, tj. da je ćelav. Glumac Aleksis Denisof (Sendi) je muž glumice Alison Hanigen (Lili).
Kejti Šerbatski je Robinina mlađa sestra. Prvi put je predstavljena u drugoj sezoni. Pojavljuje se u jednoj epizodi. Igra je Lusi Hejl.
Heder Mozbi je Tedova mlađa sestra. Pojavljuje se u jednoj epizodi. Igra je Erin Kejhil.
Hamond Draders je bio Tedov šef kad je ovaj radio u arhitektonskom preduzeću. Hteo je da izgradi zgradu koja izgleda kao muški polni organ u erekciji. Zbog toga ga je i odbilo jedan biznismen koji je hteo da mu to bude sedište, a uzeo je Tedov nacrt. Zbog toga Ted postaje Hamondov šef, ali je morao da ga otpusti. Tad je Draders dobio infarkt, ali je Ted mislio da se pretvara. Hamonda igra Brajan Kranston.
„Luda” Meg je devojka sa kojom je Barni spavao u Maršalovom i Lilinom stanu. Tamo ju je i ostavio dok se tuširala, pa je zbog toga uhapšena jer je bila u tuđem stanu (ona je mislila da je to Barnijev stan). Pojavljuje se i u epizodi kad Lili pokušava da rastavi Barnija i Robin tako što će Meg podsetiti Robin na sve devojke sa kojima je Barni bio pre nje. Ukupno se pojavljuje u 3 epizode. Igra je Ejpril Boulbi.
Karen je Tedova devojka sa koledža, sa kojom je ponovo počeo da se zabavlja na kratko 2009. godine. Karen je sve vreme varala Teda dok su bili u vezi, a uz to je bila veoma zajedljiva i neprijatna prema svima. Zbog toga su je svi mrzeli, osim Teda jer je bio zaljubljen u nju. Pojavljuje se u tri epizode.
Penelopa je devojka koja je bila sa Barnijem dva puta i učila Teda da igra ples prizivanja kiše. Pojavljuje se u jednoj epizodi. Igra je Ejmi Aker.
Beki je Robinina saradnica pošto je Don Frenk otišao iz emisije. Ted je izlazio sa njom u jednoj epizodi. Pojavljuje se u tri epizode. Igra je Lora Bel Bandi.
Ebi je recepcionista u privatnoj ordinaciji Stele Zinman. Zaljubila se u Teda, ali on joj nikad nije uzvratio ljubav. Barni ju je ubedio da spava sa njim, ali ona mu se posle svetila tako što je pričala svim devojkama na koje je on izvodio cake zavođenja kako je on grozan. Pojavljuje se u dve epizode.
Gajel je Robinin dečko koga je upoznala kad je otišla u Argentinu (upravo kad je raskinula sa Tedom). Pojavljuje se u prve dve epizode treće sezone. Maser je i dobar u surfovanju na vodi. Glumi ga Enrike Iglesijas. Robin raskida sa njim nedugo pošto se vratila u Njujork.
Anita Eplbi je učitelj za izlaženje za žene. Robin ju je angažovala da uništi Barnijev seksualni život posle njihovog raskida. Igra je Dženifer Lopez.
Skuter (Bil) je Lilin bivši dečko is srednje škole. Nije hteo da se pomiri sa porazom kad ga je ostavila, pa je čak došao na Maršalovo i Lilino venčanje u nadi da će je ponovo osvojiti (ne uspeva u tome). Pojavljuje se (do sada) u 4 epizode.
Džesika Gliter je Robinina stara drugarica iz Kanade. Zajedno su glumili u kanadskoj emisiji Svemirski tinejdžeri (Space teens). Do sada se pojavljuje u jednoj epizodi. Igra je Nikol Šerzinger.
Stiv „Blic” je Maršalov i Tedov prijatelj sa koledža. Proklet je da kad god napusti prostoriju nešto se sjajno desi onima koji su ostali, a Blic to propusti. U jedinoj epizodi u kojoj se pojavljuje, proklestvo prelazi na Teda, potom na Barnija, a zatim mu se, na kraju, vraća, tako da on ponovo postaje Blic. Igra ga Džordž Garsija.
Rendi Vormpes je zaposlenik u Golijat nacionalnoj banci. Jako je loš na poslu. Želeo je da bude Barnijev ortak, jer ga je, kako kaže, "smatrao za svog boga". Kad su se Barni i Ted posvađali, Barni je izašao sa Rendijem da mu pomogne da nađe devojku, što mu na kraju i uspeva iako je Rendi jako spetljan i ne zna da priča sa ženama. Rendi voli da pravi sopstveno pivo, pa kad ga Maršal otpusti, on to dočeka više nego rado, misleći da otvori pivaru. Međutim, Maršal ga, osećajući krivicu, ponovo zapošljava. Rendi je želeo da bude otpušten, pa mu uništava kancelariju. Na kraju mu se želja ostvaruje i on pravi novu vrstu piva - Vormpes pivo. Pojavljuje se u dve epizode. Igra ga Vil Forte.
Dušica (Honey) je rođaka Zoi Pirson. Budući Ted se ne seća njenog pravog imena u svojoj priči, a dobila je ovaj nadimak jer svaki put kad keže nešto, svi požele da kažu "O, dušice!"("O, Honey!"). Pojavljuje se u jednoj epizodi. Igra je Kejti Peri.
Panči je Tedov stari školski drug. Pojavljuje se u tri epizode. Njiegovo pravo ime je Adam Pančiorelo, a ovaj nadimak je dobio zato što voli da se tuče (to punch na engleskom jeziku znači udariti). Ted mu je bio kum na venčanju.

## Zanimljivosti
- Kao gostujuće uloge, u seriji se pojavilo nekoliko ličnosti iz američkog javnog života, glumeći sami sebe (Hajdi Klum, Ridžes Filbin, Bob Barker, Mori Pouvič, Tim Gan...) ili druge uloge (Britni Spirs, Keti Peri, Dženifer Lopez, Nikol Šercinger).
- U 21. epizodi prve sezone su se pojavili i autori serije, Karter Bejs i Krejg Tomas, kao specijalisti iz Hitne pomoći.
- Iako Nil Patrik Haris (Barni Stinson) ima ulogu velikog ženskaroša, on je, u stvari, u homoseksualnoj vezi sa Dejvidom Burtkom, koji se takođe pojavio u seriji.
- Alison Hanigan (Lili Oldrin) je jedini član glavne petorke koja se nije pojavila u svim epizodama serije. Tokom kraja četvrte sezone odsustvovala je sa snimanja dve epizode jer je bila pred porođajem. Zanimljivo je da je istovremeno bila trudna i Kobi Smalders (Robin Šerbatski), pa su obe morali da snimaju sa širokom odećom i iz drugih uglova da im se ne bi video stomak. Alison Hanigan je ponovo bila trudna i tokom snimanja sedme sezone, ali pošto je tad Lili bila u drugom stanju, mogli su normalno da je snimaju.
- Posle glavnih uloga u najviše epizoda (17) se pojavila Šarlin Amoja, glumeći konobaricu Vendi. Međutim, ona više ne učestvuje u snimanju serije. Jednini sporedni lik koji se pojavljuje u svim sezonama je Maršal Maneš, glumeći Randžita.
- Sin i ćerka Teda Mozbija su snimili prve dve sezone, kada su i govorili, ali kasnije, kako su odrasli, više nisu mogli da glume tinejdžere, pa su na kraju druge sezone autori snimili scenu sa njima dvoma i režiserom nasamo gde im se otkiva kako su im se roditelji upoznali i njihove reakcije. Od tada povremeno možemo videti sina i ćerku na kauču, ali to je snimljeni materijal u kome oni ništa ne govore.
- Samo prva sezona je bila bez uvoda, pa je svaka epizoda počinjala uvodnom špicom serije. Od druge sezone svaka epizoda ima uvod od par minuta (rekord je 6 minuta, u 3. epizodi pete sezone), pa uvodnu špicu.
- Samo dvaput je uvodna špica bila drugačija od uobičajne (slike glavnih likova u baru).

## Serija u Srbiji
U Srbiji se serija prikazivala 2010. na RTS 2 do kraja treće sezone. Trenutno se prikazuje ne programu Foks lajf, a počela je takođe 2010. godine. Na srpski jezik je prevedeno svih devet sezona serije.

## Spoljašnje veze
- Zvanični sajt
- Kako sam upoznao vašu majku на веб-сајту  (језик: енглески)
- Sajt na srpskom